# Scotopteryx divisa
Scotopteryx divisa är en fjärilsart som beskrevs av Barend J. Lempke 1950. Scotopteryx divisa ingår i släktet backmätare, och familjen mätare. Inga underarter finns listade.